# Ânderson Luis de Azevedo Rodrigues Marques
Ânderson Luis de Azevedo Rodrigues Marques, noto semplicemente come Ânderson Luis (Rio de Janeiro, 10 marzo 1987), è un ex calciatore brasiliano, di ruolo difensore.

## Palmarès

### Club

#### Competizioni nazionali
- Coppa del Brasile: 1

Fluminense: 2007

### Nazionale
- Campionato sudamericano Under-20: 1

2007